# Альпиниада

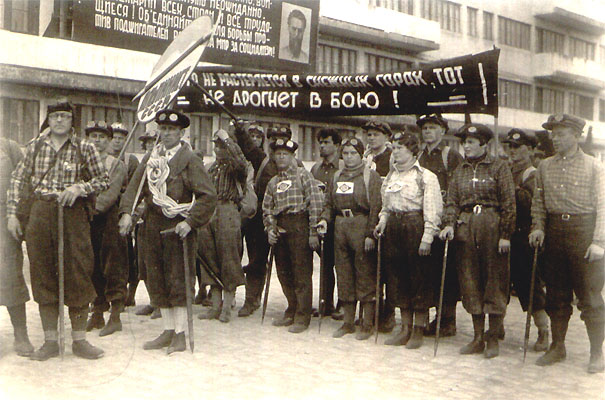
Альпинисты на демонстрации 1-го мая 1936 года на фоне транспаранта с надписью «кто не растеряется в снежных горах, тот не дрогнет в бою!»

Альпиниада — массовое спортивное альпинистское мероприятие, имеющее целью восхождения в горных районах.

## История
Альпиниады, как форма массового привлечения молодёжи к занятиям альпинизмом, возникли в СССР в довоенные годы. Учитывая важное прикладное значение занятия альпинизмом, первая учебная альпиниада Красной Армии была проведена в 1933 году в Приэльбрусье, во время которой на вершину Эльбруса поднялось 58 человек. Во время второй альпиниады ЦДКА, которая проходила в виде военного похода с участием авиации, вершины Эльбруса достигло уже около трёхсот человек.
В предвоенные годы становления альпинизма в стране (до появления стационарных альпинистских лагерей) альпиниада была весьма успешной формой массового привлечения молодёжи в горы. В 1937 году проводились 1-я альпиниада работников станкоинструментальной промышленности и альпиниады ряда других организаций. Массовые восхождения совершались не только в уже освоенных горных районах, но также в Саянах и на Камчатке. Такая форма работы способствовала получению финансовой поддержки для выезда в горы больших коллективов альпинистов. Особенно широкое распространение альпиниады получили в горных республиках Советского Союза (Кабардино-Балкарии, Дагестане, Осетии, Казахстане, Киргизии).
Альпинистские секции в больших городах (Ростов-на-Дону, Краснодар, Прибалтийские республики) решали во время проведения альпиниад в весенние месяцы вопросы подготовки начинающих альпинистов на значок «Альпинист СССР» и на 3-й спортивный разряд, с тем, чтобы летние месяцы посвятить основным спортивным мероприятиям. Малые секции и альпинистские коллективы активно использовали альпиниады для экономии собственных средств, а затем и путёвок в альпинистские лагеря профсоюзов.
Со временем альпиниады стали приобретать политизированный оттенок, они проводились в честь различных государственных, знаменательных дат, событий и юбилеев. При этом один из факторов, — получение внепланового финансирования на альпинизм, оставался неизменным. Например, в ознаменование 90-летия со дня рождения В. И. Ленина (1960) состоялось восхождение на Казбек (1200 чел.) и на Эльбрус (1400 чел.); в честь 50-летия Октябрьской революции (1967) восхождение на Казбек (1500 чел.), на Эльбрус (2000 чел.). Более 300 спортсменов из 9 стран (СССР, Болгария, Венгрия, Чехословакия, Австрия, Италия, ГДР, Польша, Югославия) поднялись на пик Ленина — 7134 м над уровнем моря во время международной альпиниады на Памире.

## Виды альпиниад
В зависимости от целей проведения различают альпиниады: массовые учебные, спортивные, юбилейные. Все альпиниады проводятся в соответствии с правилами проведения восхождений в горах.

## Примеры современных альпиниад
К примеру, в Казахстане главная альпиниада носит название «Нурсултан» и проводится каждое первое воскресенье июля на пик Нурсултана — 4376 метров над уровнем моря. Альпиниада приурочена ко Дню рождения президента республики. Пик Нурсултана находится в горах Заилийского Ала-Тау в 25-и километрах южнее Алма-Аты. Старые названия пика — Малый алма-атинский пик (в царское время) и Пик комсомола (в советское время). Традиция проводить данную альпиниаду заложена личным примером Н. Назарбаева, совершившим восхождение в 1995 году на соседний пик Абая (4010 метров).

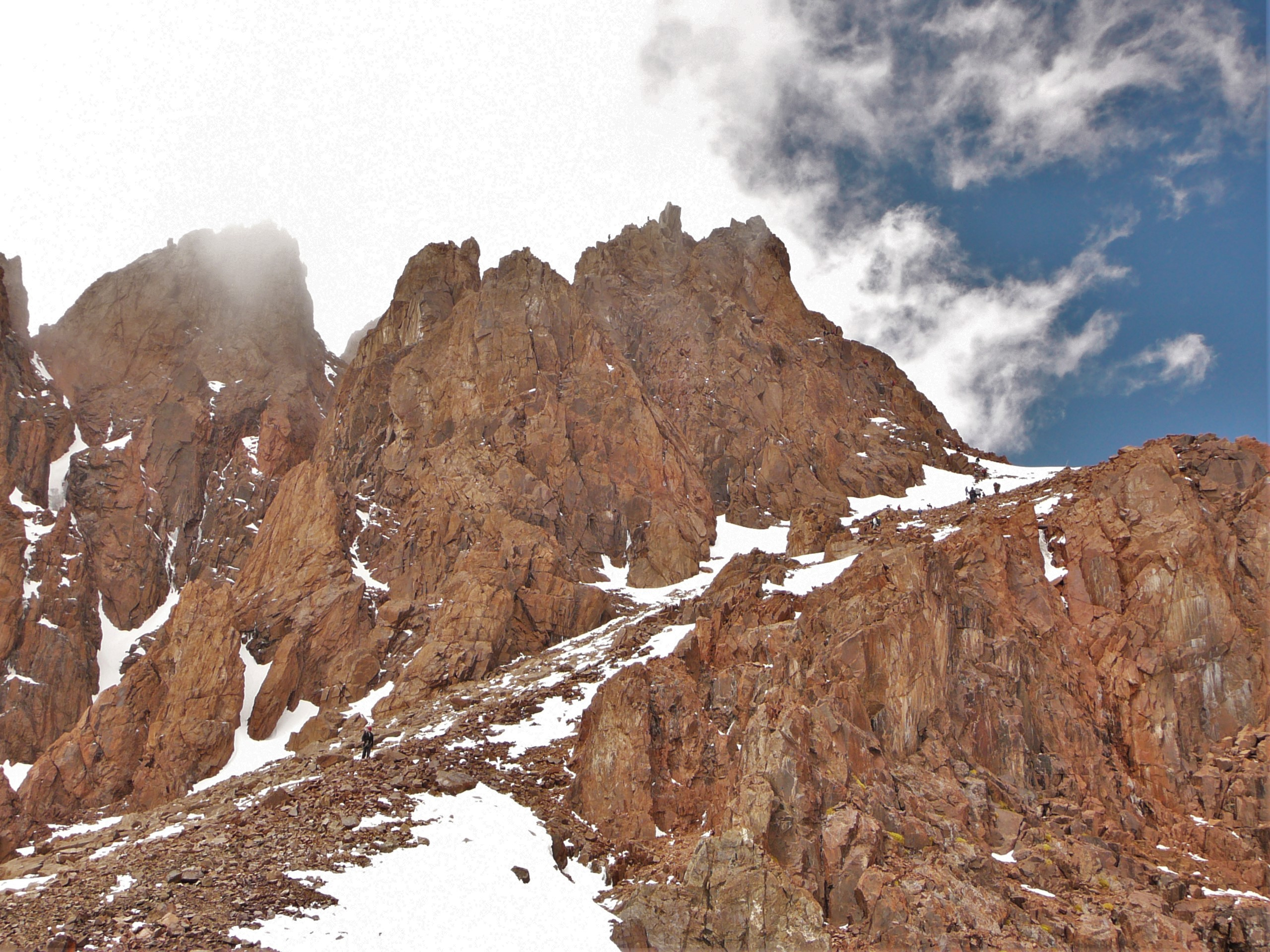
Пик Нурсултан, ранее — пик Комсомола
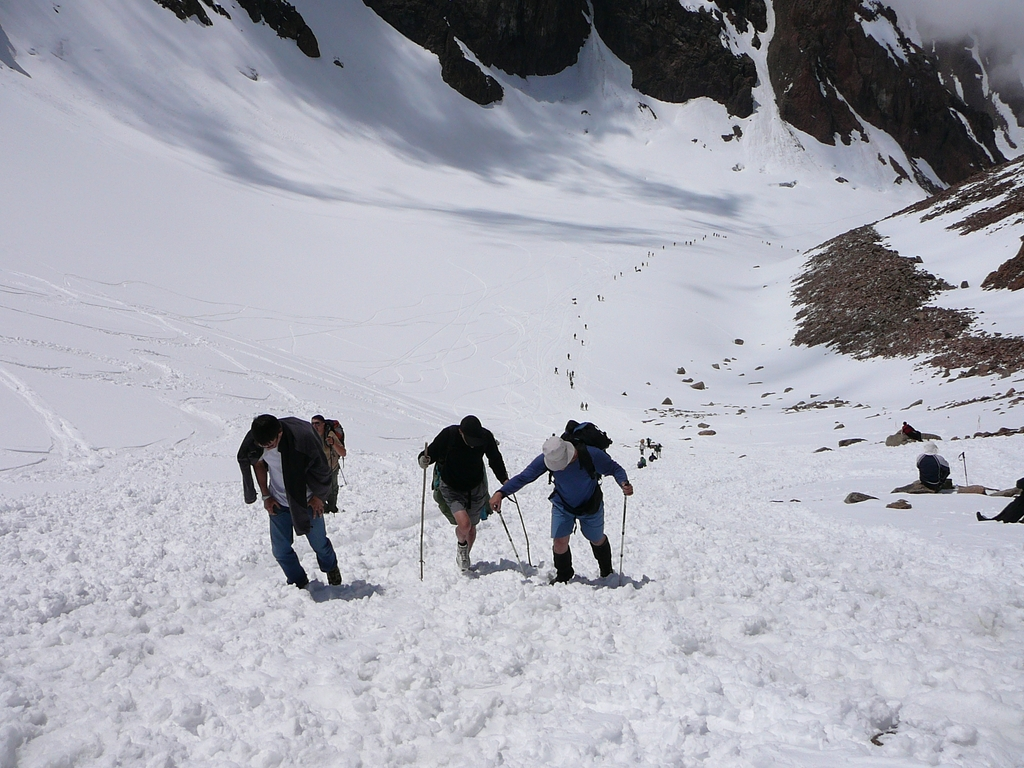
Альпиниада Нурсултан-2009
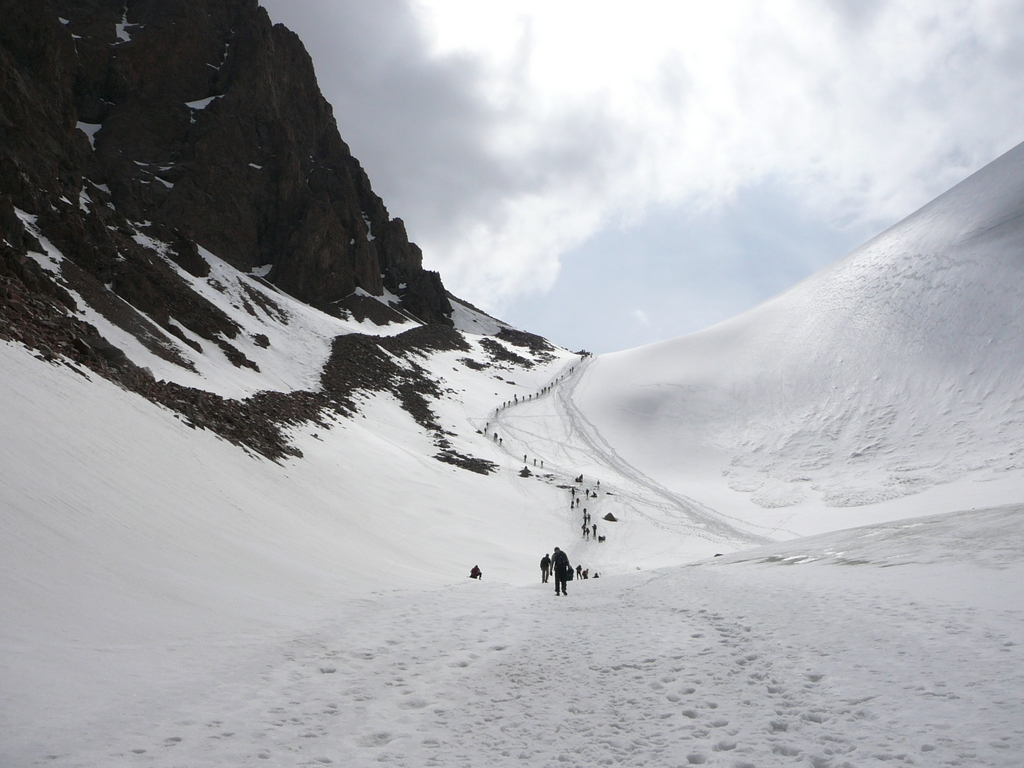
Альпиниада Нурсултан-2010
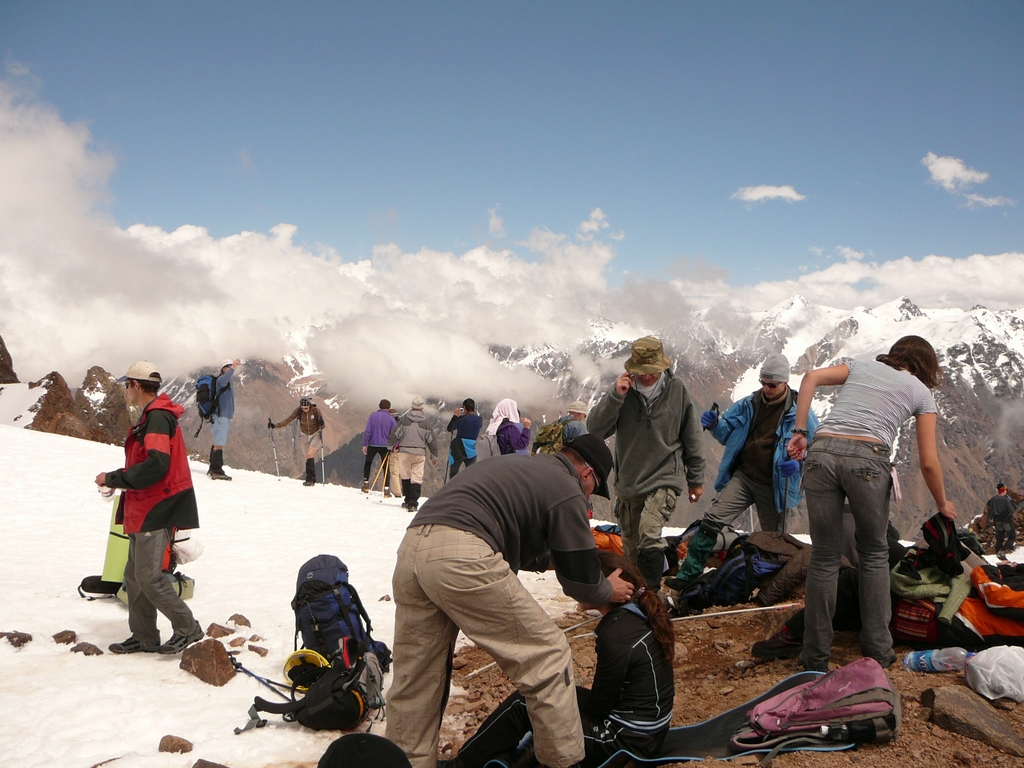
Нурсултан-2009. Перевал Карлытау
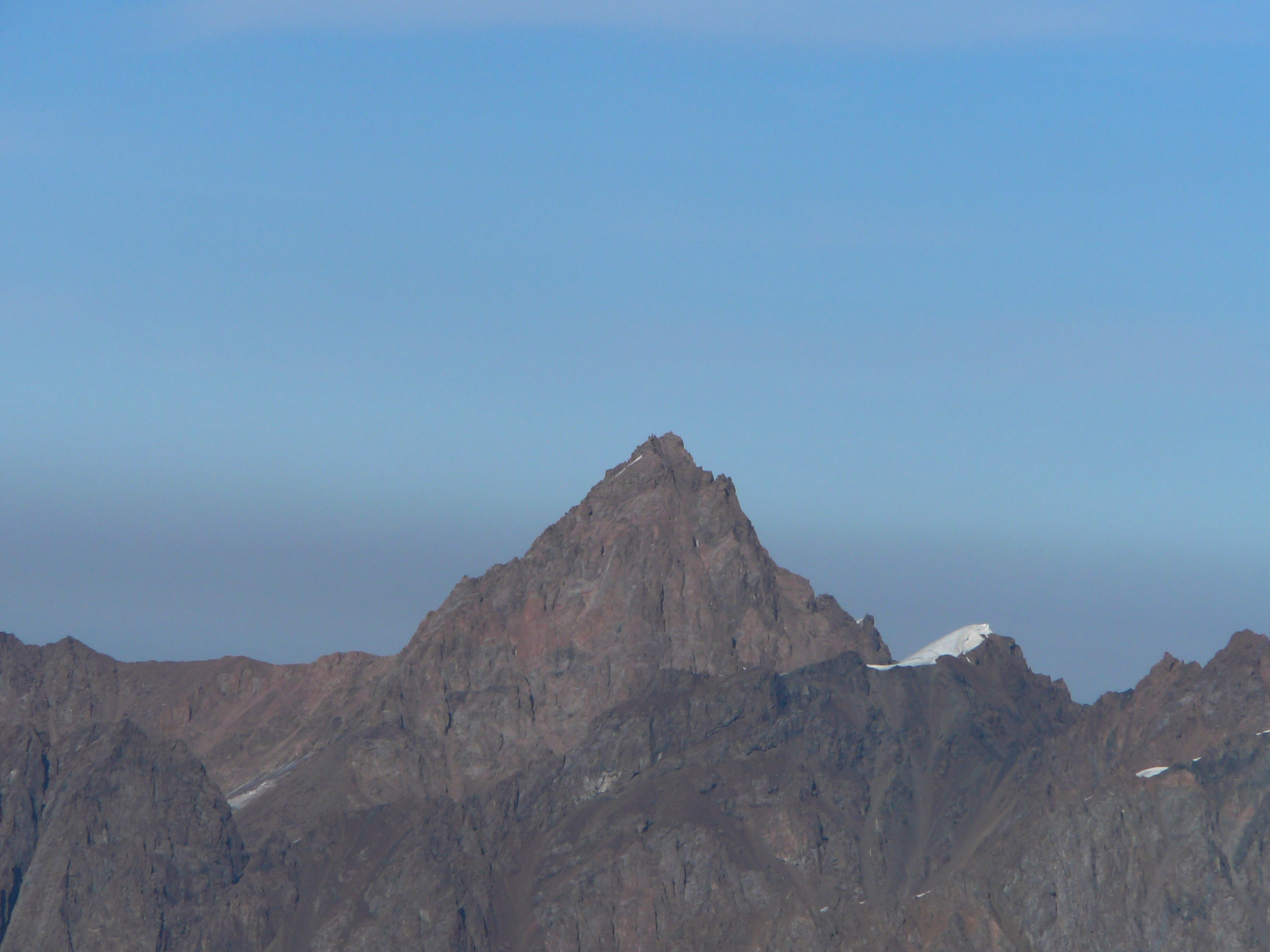
Вид на пик Нурсултан с Пика Советов